# Cornelis de Waard
Cornelis de Waard  (Bergen op Zoom, 19 de agosto de 1879 – Vlissingen, 6 de maio de 1963) foi um historiador da matemática neerlandês.
De Waard estudou matemática e física em Amsterdam e foi depois professor em Haia, Winschoten e de 1909 até aposentar-se em 1944 em Vlissingen.
Editou 8 volumes das correspondências de Marin Mersenne. Envolveu-se principalmente com matemáticos da primeira metade do século XVII, como René Descartes, Pierre de Fermat, Gilles Personne de Roberval, Blaise Pascal e Girard Desargues. Publicou documentos sobre Pascal e o diário de Isaac Beeckman (a partir de 1939).

## Obras
- “De uitvinding der verrekijkers” (The Hague, 1906) ("The Discovery of the Telescope")
- The expedition of Cornelis Evertsen the Younger
- L'experience barometrique. Ses antecedents et ses explications, (Imprimerie Nouvelle, Thouars, 1936) A historical study
- (em colaboração com Paul Tannery e Charles Henry) Works of Fermat (1891–1922, 5 vols.), Paris.
- (em colaboração com Paul Tannery e René Pintard) Correspondence of P. Marin Mersenne, minor religious (1932–1988), Presses universitaires de France, XVII volumes
- Journal of Isaac Beeckman from 1604 to 1634 (1939–1953, 4 vols.), Ed. Martinus Nijhoft, The Hague.